# Rio Ubangui
O Ubangui perto da capital da Rep. Centro-Africana
O rio Ubangui é um dos principais rios da África Central e um dos maiores afluentes do rio Congo. Toma este nome a partir da confluência dos rios Mbomou e Uele, flui para oeste durante 350 km, depois para sudoeste, passa por Bangui e dirige-se durante 500 km para o sul, até desaguar no rio Congo. Atinge 1200 km de comprimento.
Desde o seu nascimento até 100 km depois de Bangui, o rio define a fronteira República Centro-Africana-República Democrática do Congo. Depois forma a fronteira República do Congo-República Democrática do Congo até ao rio Congo, onde desagua.
É navegável desde Bangui, com serviços regulares de ferrys desde Quisangane e Brazavile.

O Ubangui é um dos maiores afluentes do Congo

Na República Democrática do Congo usa-se a grafia Ubangi. Na República do Congo, usa-se a grafia Oubangui, segundo as normas francesas.
Na década de 1960, foi proposto um projeto para fazer transvases de água do Ubangi para o lago Chade. As águas do rio poderiam assim revitalizar o lago, possibilitando a pesca e a irrigação de 10 milhões de pessoas centro-africanas.